# Шимановский, Александр Филиппович
Алекса́ндр Фили́ппович Шимано́вский (1860—1918) — офтальмолог, ординарный профессор Киевского университета. Первым в мире осуществил пересадку переднего отдела глазного яблока.

## Биография
Православный. Из мещан.
В 1879 году окончил коллегию Павла Галагана и поступил казённокоштным студентом на медицинский факультет Университета Святого Владимира. В 1884 году окончил курс со степенью лекаря с отличием.
В июне 1885 года был определен врачом Суражского уезда Черниговской губернии, а в декабре того же года занял должность Суражского городского врача. В 1890 году был назначен сельским врачом 1-го участка Киевского уезда, а в следующем году — переведен на ту же должность во 2-й участок Каневского уезда.
C 1891 по 1895 год состоял сверхштатным ординатором при глазной клинике университета Св. Владимира. Был учеником профессора А. В. Ходина. В мае 1895 года защитил диссертацию «О скиаскопии», за которую получил степень доктора медицины. В декабре того же года был допущен к чтению лекций по офтальмологии в качестве приват-доцента. В 1898 году был утвержден также штатным ординатором Киево-Кирилловских богоугодных заведений.
В 1902 году был командирован на три месяца за границу для стажировки. В следующем году получил разрешение преподавать по вакантной кафедре офтальмологии. В 1904 году был назначен экстраординарным профессором по кафедре офтальмологии с глазной клиникой, а в 1909 году утвержден ординарным профессором по занимаемой кафедре. Дослужился до чина статского советника (1902).
Помимо университета преподавал на Самаритских женских курсах и Женских медицинских курсах в Киеве. Опубликовал более 30 научных работ, посвященных операциям при глазных заболеваниях. В 1912 году первым в мире осуществил пересадку переднего отдела глазного яблока.
Кроме того, состоял секретарем Офтальмологического общества в Киеве, членом комитета Общества вспомоществования студентам Университета, а также председателем секции собаководства Киевского общества любителей природы.
С 1909 года состоял действительным членом Киевского клуба русских националистов. Принимал активное участие в заседаниях клуба, с 1910 года входил в состав его ревизионной комиссии. 22 марта 1913 года на собрании клуба, посвященном балканскому вопросу, заявил:

…вопросы чести стоят выше всего. Нечестно оставлять друзей-славян без помощи. Нужно просить Государя Императора прикрыть мощным крылом двуглавого орла маленькую Черногорию. Безумно и не использовать момента и не извлечь нужных для России выгод из теперешнего положения на Балканах. Если же Австрия будет против этого и захочет испробовать свои силы, ну что-ж пусть попробует.

Умер 6 мая 1918 года в Киеве. Был женат, имел дочь.

## Награды
- Орден Святой Анны 3-й степени (1907);
- Орден Святого Станислава 2-й степени (1911);
- Орден Святой Анны 2-й степени (1914);
- Орден Святого Владимира 4-й степени «за заслуги по Обществу Красного Креста при обстоятельствах военного времени» (1915).

- медаль «В память 300-летия царствования дома Романовых»

## Сочинения
- О скиаскопии. — Киев, 1895.
- К вопросу о пульсирующем exophthalmus’e. — Киев, 1897.
- Два случая извлечения пистонных осколков из стекловидного тела с сохранением глаза. — Киев, 1903.
- О сущности трахомы. — Киев, 1904.
- По поводу слепоты в России // Университетские известия. — 1910.
- Три случая пересадки переднего отдела глазного яблока // Вестник офтальмологии. — 1912.
- В. А. Караваев как русский офтальмолог: Речь на годичном собрании Киевского хирургического о-ва 14 нояб. 1911 г. — Киев, 1913.